# 朝鲜—委内瑞拉关系
朝鲜—委内瑞拉关系（韓語：조선민주주의인민공화국-베네수엘라 관계）是朝鲜民主主义人民共和国与委内瑞拉玻利瓦尔共和国之间的国际关系。委内瑞拉是拉丁美洲中为数不多的设有朝鲜大使馆的国家之一，另外三个国家分别是巴西、古巴和墨西哥。

## 历史

### 建交前
20世纪中叶，委内瑞拉国内存在许多反对罗慕洛·贝坦科尔特政府的左翼政党。这些政党积极向外寻求国际支持，委内瑞拉共产党亦为其中之一，而朝鲜正是因此与委内瑞拉有了最初的接触。在古巴革命的影响下，委内瑞拉共产党成立了一个名为“民族解放武装力量”的游击组织，意图武力推翻贝坦科尔特及其继任者勞爾·萊昂尼的政府。20世纪60年代初，委内瑞拉共产党的国际关系秘书爱德华多·加莱戈斯·曼塞拉和政治局成员埃克托尔·罗德里格斯·包萨（西班牙語：Héctor Rodríguez Bauza）访问了平壤。这次访问为民族解放武装力量带来了200支朝鲜援助的步枪，大大增强了其实力。
1967年，民族解放武装力量代表埃利亚斯·马努伊特·卡梅罗（西班牙語：Elías Manuitt Camero）前往平壤并会见了朝鲜劳动党总书记金日成。有证据表明马努伊特·卡梅罗通过此次访问收获了更多朝鲜援助的武器——美国总统约翰·肯尼迪和林登·约翰逊的顾问理查德·N·古德温向《纽约时报》透露，1967年5月，古巴共产党第一书记菲德尔·卡斯特罗向民族解放武装力量提供了朝鲜制造的武器补给。古德温认为，卡斯特罗此举是为了阻碍苏联与委内瑞拉政府建立双边关系。
委内瑞拉的左翼人士对朝鲜的支持行动远不止于定期访问平壤。《劳动新闻》的一篇文章称，三大洲会议上，一位委内瑞拉代表宣称，金日成的革命思想“成为了三大洲人民反美斗争中决定性的启示”。马努伊特·卡梅罗也表示，朝鲜的成就“使亚洲和拉丁美洲的人民确信社会主义和共产主义是可能的”。
1968年12月，一艘古巴渔船遭到委内瑞拉和美国海军俘获，引发了朝鲜与委内瑞拉之间的一些冲突。据委内瑞拉媒体报道，这艘“渔船”上载有游击队员，并装备了强大的苏联雷达。《劳动新闻》刊文声援这艘古巴渔船，谴责美帝国势力和莱昂尼“傀儡政权”的罪行，还报道了船员们英勇抵达哈瓦那的消息。

### 建交后
两国关系的转折点在于1967年发生的一件外交摩擦。事情起因于一位供职于朝鲜外务省的委内瑞拉诗人，委内瑞拉共产党党员阿里·拉梅达（西班牙語：Alí Lameda）。拉梅达长驻平壤，在外务省内的工作包括翻译一些朝鲜的宣传材料，然而他对这些宣传材料颇有微词。他曾向上级反映，这些材料的目标受众难以相信其中宣传的金日成事迹，例如材料中提到金日成青年时期曾徒步追赶日本军队长达8万公里，相当于地球赤道长度的两倍。然而拉梅达不知道的是，他的谈话一直在被朝鲜社会安全省（后来的国家保卫省）监听。1967年9月27日，九名特工来到拉梅达的住所，告知他因敌对朝鲜的罪名被捕。经审判，拉梅达以间谍罪被判处死刑。随后，金日成将其刑期减为20年苦役。
1969年至1974年间，由于拉梅达的监禁，朝鲜与委内瑞拉的关系一度紧张。在这期间，罗马尼亚共产党总书记尼古拉·齐奥塞斯库曾在委内瑞拉总统拉斐尔·卡尔德拉的请求下向朝鲜方面为拉梅达说情。同时，国际特赦组织也向朝鲜施压，要求释放拉梅达。得益于各方的努力，拉梅达在服刑七年后于1974年获释，同年委内瑞拉与朝鲜也正式建立了双边关系。外界推测两国的建交应当也是关于释放拉梅达的谈判结果之一。不过，朝鲜在与委内瑞拉建交之后，仍然继续支持委内瑞拉国内的颠覆力量。正是通过这些灵活的双轨政策，朝鲜巧妙地与委内瑞拉国内的执政党和各大左翼反对党之间都保持着良好的关系。
1976年，委内瑞拉成立了“朝鲜统一支持委员会”（韓語：조선통일지지베네수엘라위원회），主张支持朝鲜统一朝鲜半岛。该委员会主席、马克思主义哲学家何塞·拉斐尔·努涅斯·特诺里奥及其夫人于1980年访问了平壤并会见了金日成。努涅斯此次访朝后，其母校委内瑞拉中央大学哲学专业的学生获得了后续赴朝参加交流活动的资格。此后，除中央大学之外，安第斯大学和卡拉沃沃大学的代表也于80年代访问过朝鲜。
上世纪90年代，由于严重的经济危机、紧张的财政预算和国内大饥荒等原因，朝鲜政府被迫关闭了全球约30%的大使馆，其中包括驻委内瑞拉的大使馆。
在立场反美的烏戈·查維斯就任委内瑞拉总统后，委内瑞拉与朝鲜的双边关系得到了长足的发展。查韦斯在任期间，重视发展与包括朝鲜在内的亚洲国家之邦交，而其对外政策亦为其继任者馬杜羅所继承。2013年9月，委内瑞拉总统马杜罗指控三名美国外交官密谋推翻其政权，并宣布这三名外交官为不受欢迎人物。此举得到了朝鲜的明确支持，朝鲜驻委内瑞拉大使全永镇（韓語：전영진）祝贺委内瑞拉总统作出这一决定，并谴责了“美国通过其大使馆推行的干涉政策”，警告称若美国政府敢于对委内瑞拉采取军事行动，朝鲜将协助委内瑞拉。此后，双方决定成立朝鲜民主主义人民共和国—委内瑞拉友好小组。
2013年10月，朝鲜负责兼辖對委事务的大使全永镇對委内瑞拉进行了工作访问。期间，全永镇会见了委内瑞拉共产党议员尤尔·哈布尔和委内瑞拉统一社会主义党议员胡里奥·查韦斯（西班牙語：Julio Chávez），还前往了位于加拉加斯的外交政策、主权与一体化常设委员会（西班牙語：la Comisión Permanente de Política Exterior, Soberanía e Integración）总部，表达了对马杜罗总统的支持。2014年6月20日，委内瑞拉外交部请求朝鲜重新开放其驻委内瑞拉的大使馆。次年，朝鲜在加拉加斯的拉斯梅赛德斯重新开设大使馆，两国关系进一步深化。
2018年11月30日，朝鲜最高人民会议常任委员会委员长金永南访问委内瑞拉，并会见了尼古拉斯·马杜罗总统。金永南的此次拉美之行还访问了古巴和墨西哥。朝鲜劳动党机关报劳动新闻报道称，金永南在米拉弗洛雷斯宫会见了马杜罗，并签署了一些双边协议。
在2019年委内瑞拉总统危机期间，朝鲜是支持尼古拉斯·马杜罗为委内瑞拉总统的22个国家之一。据韩国通讯社Newsis报道，朝鲜政府确认朝鲜驻委内瑞拉大使李承吉（韓語：리승길）会见了负责亚洲、中东和大洋洲事务的委内瑞拉外交官劳拉·苏亚雷斯（西班牙語：Laura Suarez）。李承吉大使表示，朝鲜将继续“根据自主、和平和善意的思想加强与社会主义国家的团结与合作”，并将“发展与所有友好国家的关系”。

## 外交使团
- 委内瑞拉在平壤设有大使馆，2019年投入运作[10]。在此之前，委内瑞拉对朝事务由在北京的委内瑞拉驻华大使馆兼辖[22]。
- 朝鲜在加拉加斯设有大使馆，2015年投入运作[10]。